# NGC 3516
NGC 3516 (również PGC 33623 lub UGC 6153) – galaktyka soczewkowata (SB0), znajdująca się w gwiazdozbiorze Wielkiej Niedźwiedzicy. Odkrył ją William Herschel 3 kwietnia 1785 roku. Należy do galaktyk Seyferta.